# Clarence White
Clarence White, (Lewiston, 1944. június 7. – Palmdale, 1973. július 15. vagy 1973. július 14.) amerikai gitáros, énekes, dalszerző.
White a legismertebb tagja volt a Kentucky Colonels bluegrass együttesnek és a The Byrds rockegyüttesnek, valamint a country-rock egyik úttörője volt az 1960-as évek végén. White sokat dolgozott session-zenészként is, többek között a The Everly Brothers, Joe Cocker, Ricky Nelson, Pat Boone, a The Monkees, Randy Newman, Gene Clark, Linda Ronstadt, Arlo Guthrie és Jackson Browne lemezein is közreműködött.
Gene Parsonsszal közösen találta ki a B-Bendert, ami lehetővé teszi a játékos számára, hogy mechanikusan egy egész hanggal feljebb állítsa a B-húrt, így utánozva a pedálos steel-gitár hangzását.
White-ot 2016-ban beiktatták az International Bluegrass Music Association Hall of Fame-be, majd 2019-ben másodszor is, ezúttal a Kentucky Colonels tagjaként.

## Pályafutása
Clarence White Maine államból származik. Apja kanadai volt. Kora gyermekkorától kezdve a déli bluegrass vonzotta. Miután a család Kaliforniába költözött, testvéreivel, Eric-kel és Rolanddal megalapította a Three Little Country Boys együttest, amely 1962-ben The Kentucky Colonels néven ismertté vált. A zenekar modern bluegrass stílusban játszott. Ezekben az években egy kicsi, de magas színvonalú bluegrass színtér alakult ki a nyugati parton, amely képes volt megállni a helyét a folkmozgalom mellett olyan tehetséges zenészekkel, mint Chris Hillman, a The Gosdin Brothers és Clarence White.
Miután a Kentucky Colonels 1965-ben feloszlott, White eleinte session gitárosként dolgozott. White közreműködött Gib Guilbeau és Gene Parsons, a The Gosdin Brothers, Wynn Stewart és mások lemezein. Saját albumot is készített, amely azonban nem jelent meg. 1968-ban csatlakozott a Nashville West counry zenekarhoz. Ugyanebben az évben a Byrds tagja lett Gram Parsons helyett, aki egy vita miatt elhagyta a zenekart. Miután Chris Hillman is kilépett, White vette át az irányítást.
1968-as felvételek során White és Parsons kitalálta, hogy egy emelőkaros mechanizmust  szereljenek be Fender Telecaster gitárba, amely lehetővé tenné számára, hogy olyan stílusban játsszon, amely korábban csak pedálos steel gitáron volt lehetséges. White ezt az effektust gyakran használta a Byrds együttes felvételein. Manapság számos country felvételen hallható a B-Bender Telecasters hangja.
A Byrds 1973-ban foszlott fel, és White visszatért session zenészként dolgozni. Aztán  csatlakozott a Muleskinner bluegrass együtteshez. Röviddel később a Kentucky Colonels újjáalakult. Tervben volt egy európai turné és egy album. 
White 1973. július 15-én halt meg, amikor éjjel elütötte egy ittas sofőr. Testvérével éppen a felszerelést pakolták be autójukba egy White Brothers koncert után. Hátrahagyta feleségét és két kisgyermekét. Hangszereit halála után zenész barátainak adták el. Telecasterén Marty Stuart játszik, aki mindig megmutatja a gitárt a közönségnek, mint egyfajta szent grált. Akusztikus gitárján Tony Rice játszott.

## Lemezválogatás

### The Byrds
- 1969: Dr. Byrds & Mr. Hyde
- 1969: Ballad of Easy Rider
- 1970: (Untitled)
- 1971: Byrdmaniax
- 1971: Farther Along
- 2000: Live at the Fillmore, 1969
- 2008: Live at Royal Albert Hall 1971

### Szólóalbumok
- 2003: 33 Acoustic Guitar Instrumentals
- 2003: Tuff & Stringy Sessions 1966–68
- 2023: The Lost Masters 1963–1973

### Kentucky Colonels
- The New Sound of Bluegrass America (1963)
- Appalachian Swing! (1964)
- Kentucky Colonels (1974)
- Livin' in the Past (1975)
- The Kentucky Colonels (1965-1966 — Live recordings)
- Scotty Stoneman, Live in LA with the Kentucky Colonels (1979)
- Kentucky Colonels 1966 (1979 — Studio demo recordings)
- Clarence White and the Kentucky Colonels (1980 — Live recordings)
- On Stage (1984 — Live recordings)
- Long Journey Home (1991 — Live recordings from the 1964 Newport Folk Festival)
- Live in Stereo (1999 — Live recordings from a 1965 concert in Vancouver)
- Bush, Latham & White (Live recordings from 1964)

## Díjak
- 2016: International Bluegrass Music Hall of Fame(wd)